# Мальдівці
Мальдівці (мальд. ދިވެހިން Дівехін, буквально — «острів'яни») — південноазійський народ, корінне населення Мальдівської Республіки. Самоназва — діверхі або дівехін. Проживають на 300 з більш 1 тисячі коралових островів 19-ти атолів Мальдівського архіпелагу, що лежить за 700 км на північний захід від Шрі Ланки. Столиця країни, місто Мале — єдине місто і порт архіпелагу.
З мальдівцями на островах сусідять нечисленні індійці, пакистанці, араби і сингали. Антропологічно мальдівці неоднорідні. На північних атолах превалюють дравідоїдні типи, на центральних — європеоїди (середземноморського типу) і південноазійські типи. На південних островах країни зустрічаються веддоїди.

## Мова
Мова дівехі (мальдівська) індоарійської групи індоєвропейської сім'ї. Значний вплив на формування мальдівської мови надали сингальська та арабська мови. У XVII столітті склалася писемність тана, що заснована на арабсько-перській графіці.
Близько 10 % мальдівців володіють англійською мовою, частина — хінді, урду та арабською. Мальдівці — мусульмани-суніти. В даний час на Мальдіви заборонено ввезення будь-якої неісламської релігійної символіки.

## Історія
Етногенез мальдівців відбувався в результаті багатовікового змішання різних народів, що населяли в 1 тис. н. е. Мальдівські острови — сингалів, індійців, малайців.
Тісні зв'язки підтримувалися між жителями Мальдівських островів і Шрі-Ланки. Можливо, сингали були основною етнічною складовою сучасних мальдівців; в соціальній структурі мальдівців виявляються давньосингальські риси. В 1153 року на Мальдіви прибув проповідник ісламу Абдул Барактул Барбарі, який звернув буддійське населення острова в іслам. Він став султаном, прийняв ім'я Мухаммад аль Абдул.
Мальдіви стали султанатом. Починаючи з XII століття на Мальдіви переселялися араби, в XVI — XVIII ст групи з Малайзії, Індонезії, інших країн Південно-Східної Азії. Населення Мальдів підтримували регулярні зв'язки як з арабським світом, так і з Шрі-Ланкою (якій в XVII ст платили символічну данину і звідки отримували рис та інші товари). У XVI ст португальці, оцінивши стратегічне значення географічного положення островів, звели в Мале фортецю. Однак після боротьби з мальдівцями в 1573 році вони були змушені покинути Мальдіви.
У 1887 році англійські колонізатори нав'язали султанату статус протекторату, і до 1948 року верховний контроль здійснював англійський губернатор на Шрі-Ланці. У 1957 році проанглийски налаштований уряд було повалено. Після численних повстань і політичних дій, в 1965 році Мальдіви отримали незалежність, а в 1968 році стали республікою.

## Побут
Основні традиційні заняття мальдівців — рибальство (промисел тунця боніто), морські промисли. Близько 95 % валютних надходжень приносить експорт особливим чином просоленого, прокопченного і пров'яленого тунця.
Менш розвинуте землеробство (на Мальдівах культивують тільки в невеликих кількостях сорго, просо, кукурудзу, ямс; вирощують кокосові пальми, банани, папая). Земля є державною власністю. Традиційні ремесла — обробка копрового волокна, плетення рибальських сіток. В даний час розвинені (в основному, в Мале) торгівля і туристичний бізнес.
Мальдівці живуть в селах (зазвичай на одному острові розташоване одне село), які входять в 19 атолів, що становлять 19 районів. Керують внутрішніми справами села катіби, що підкоряються веріну (голові комітету атола), які призначаються президентом. Сім'ї мальдівців нуклеарні.

### Кухня
Мальдівські національні страви переважно рибні. Гатудхія Байї — рибний суп з рисом (тунця ріжуть на шматки, знімають шкіру і варять у воді з додаванням цибулі, лимона, солі і приправ; їдять з окремо звареним рисом), віхаакур — рибний соус (виварену до густоти рибу змішують з цибулею, прянощами, рисом і кокосовим молоком), їдять сушену і солону рибу, п'ють чорний чай або каву без молока. Пиво, алкогольні напої, більшість овочів і фруктів імпортуються.

## Культура
З 1950-х років розвивається система шкільної освіти на рідній мові, з'явилися газети на дівехі. Розвивається література (відомі письменники — Хуссейн Афіфуддін, Ал Казі Абдуллахі Джалалуддін, Фатьма Саїд, Аймінатх Хусейн), образотворче мистецтво (найвідоміший художник — Мухаммед Діді).